# Batalha de Aráusio
A Batalha de Aráusio foi travada em 105 a.C. em Aráusio, moderna Orange (França), perto do rio Ródano. Os romanos enviaram dois exércitos consulares para interceptar a massa migratória de  cimbros e teutões, comandados por seus reis Boiorix e Teutobode. Um dos exércitos era dirigido pelo cônsul Cneu Málio Máximo e o outro pelo procônsul Quinto Servílio Cepião. A falta de cooperação entre os dois comandantes resultou no maior desastre militar para os romanos desde a derrota para Aníbal na Batalha de Canas mais de um século antes. Os romanos perderam cerca de 80 000 legionários e praticamente todas as tropas auxiliares e seguidores do exército (provavelmente mais 40 000 pessoas). 

## Contexto
A migração das tribos germânicas de cimbros e teutões pela Gália depois da Batalha de Noreia alterou o equilíbrio de forças região. Os vencedores absorveram tribos menores e incitaram outras, como os helvécios, a um conflito contra Roma. Uma emboscada a um pequeno contingente de tropas romanas (Batalha de Burdígala) e uma rebelião temporária em Tolosa convenceram o Senado romano a mobilizar suas principais forças para enfrentar os invasores. Os germânicos, segundo os historiadores romanos, seriam cerca de 800 000, dos quais 200 000 eram guerreiros, uma cifra considerada um exagero pelos historiadores modernos. Depois de recuperar Tolosa partindo da Gália Narbonense, o procônsul Quinto Servílio Cepião adotou uma estratégia defensiva, esperando que os cimbros irrompessem em território romano, o que aconteceu em outubro de 105 a.C.. O cônsul Málio Máximo, com o seu exército consular, marchou para se juntar a Cepião às margens do Ródano e os dois tinham a missão de encerrar, de uma vez por todas, a ameaça de cimbros e teutões.

## Uma escaramuça e duas derrotas
Cepião era um patrício da antiga e prestigiosa gente dos Cornélios e Málio era um homem novo sem antepassados nobres. Porém, como Málio era o cônsul, Cepião deveria se subordinar a ele nesta campanha. Ferido em seu orgulho, Cepião marchou até a outra margem do Ródano para indicar que não estava sob o comando de Málio. Enquanto isso, o cônsul enviou a sua cavalaria, cerca de 5 000 ginetes, sob as ordens de Marco Aurélio Escauro, para um outro acampamento, a 35 milhas para o norte, com o duplo objetivo de vigiar e desanimar os germânicos, mas o efeito foi o contrário do pretendido. Este novo acampamento foi cercado, invadido e tomado. Escauro foi capturado vivo e levado preso até Boiorix, rei dos cimbros. De forma arrogante, Escauro afirmou que Boiorix deveria fugir antes que seu povo fosse destruído pelos romanos. O rei, furioso, ordenou que ele fosse executado.
Enquanto isso, Málio Máximo conseguiu convencer Cepião a mudar seu acampamento para a mesma margem do rio onde ele estava, mas Cepião insistia em ter seu próprio acampamento, que ele montou ainda mais perto do inimigo. A visão dos dois exércitos romanos provocou alguma hesitação em Boiorix, que deu início às negociações com o cônsul.
Segundo Mommsen, Cepião provavelmente foi levado a agir por que temia que Málio conseguisse negociar uma saída para a invasão e tomasse para si todo o crédito pelo resultado; ele lançou um ataque unilateral ao acampamento cimbrio em 6 de outubro. Cepião e suas forças foram completamente aniquilados neste ataque apressado por causa da defesa feroz dos cimbros, que protegiam suas famílias e pertencentes. Os cimbros também conseguiram saquear o acampamento de Cepião, que havia ficado praticamente indefeso, mas o próprio Cepião conseguiu escapar ileso.
Os cimbros, frente da perspectiva de uma vitória fácil, lançaram-se contra as legiões de Málio, cuja moral estava baixíssima depois de testemunharem o massacre das forças de Cepião. Em circunstâncias diferentes, uma fuga em massa seria bastante provável, mas os romanos estavam com as costas para o rio, o que dificultava a fuga. Málio posicionou seus legionários à frente de seu acampamento apoiando o seu flanco esquerdo no rio, mas não pôde proteger o seu flanco direito por não ter uma cavalaria capaz de manobrar nesta área para impedir um flanqueio, motivo pelo qual o seu exército acabou ruindo ali, pressionado contra o rio e massacrado. Muitos legionários se afogaram tentando nadar até a outra margem com suas pesadas armaduras. Lívio estima em 80 000 o total de baixas romanas nesta contenda e Mommsen acrescenta mais 40 000 entre auxiliares e seguidores no acampamento. Tanto o cônsul Málio quanto o procônsul Cepião sobreviveram e ambos foram julgados em Roma por "perda do exército", sendo despojados de todas as suas honras. Cepião, ademais, foi condenado ao exílio, no qual morreria.

## Consequências
Os romanos eram um povo marcial e guerreiro, acostumado a sofrer perdas. Porém, a recente sequências de derrotas desastrosas que culminou em Aráusio provocou grande alarme em Roma. A derrota deixou Roma numa situação crítica tanto em recrutamento quando em equipamentos militares e com um terrível inimigo acampado do outro lado dos indefesos passos dos Alpes. Em Roma, a derrota de Aráusio foi atribuída muito mais à arrogância de Cepião do que a uma deficiência intrínseca no exército romano e a insatisfação da plebe em relação aos patrícios se acentuou.
Logo depois da vitória, os cimbros enfrentaram os arvernos e marcharam para os Pirenéus ao invés de seguirem imediatamente para a península Itálica, o que deu aos romanos tempo para se reorganizarem. A escala catastrófica da derrota, que produziu uma enorme lacuna populacional entre patrícios e plebeus, inspirou o Senado e o povo de Roma a deixarem de lado as leis que impediam que uma pessoa fosse cônsul por duas vezes no intervalo de dez anos e imediatamente elegeram o experiente general Caio Mário, o vencedor da Guerra de Jugurta, como cônsul sênior in absentia apenas três anos depois de seu primeiro consulado. Em seguida, Mário foi re-eleito para mais três mandatos sucessivos para que pudesse continuar a guerra sem impedimentos.
Plutarco, em sua "Vida de Mário", menciona que o solo do campo onde foi travada a batalha de Aráusio foi tão fertilizado por restos humanos que produziram "magna copia" por muitos anos depois.